# Henri Vuilleumier
Pour les articles homonymes, voir Vuilleumier.
Henri Vuilleumier, né le 2 janvier 1846 à Bâle et mort le 7 juillet 1925 à Lausanne, est un pasteur suisse vaudois, historien et professeur à l'université de Lausanne.

## Biographie
Henri Vuilleumier obtient sa maturité en latin-grec en 1860 à Lausanne, puis une licence en théologie en 1864 à l'Université de Lausanne et un doctorat en théologie protestante en 1869. Il complète sa formation à Göttingen et à Berlin entre 1864 et 1866. Membre de la société d'étudiants Zofingue (1856-1860), il en sera président de 1858 à 1860.
Suffragant à Oulens de 1866 à 1867, pasteur à L'Étivaz (1867-1868), puis professeur d'hébreu au Gymnase classique cantonal de Lausanne entre 1869 et 1904, Henri Vuilleumier est nommé professeur de théologie à l'Université de Lausanne en 1869 et enseigne jusqu'en 1923, remplissant les fonctions de doyen de la Faculté de théologie et de recteur. Il s'engage publiquement en 1886 aux côtés d'Eugène Rambert en faveur d'une université vaudoise et du projet destinant le legs de Gabriel de Rumine à la création de bâtiments pour cette institution. 
Henri Vuilleumier collabore également à la Revue de théologie et de philosophie, à la France protestante, à la Revue historique vaudoise, ainsi qu'à la Gazette de Lausanne et au Semeur vaudois. Il laisse une œuvre historique très importante, l'Histoire de l'Église réformée du Pays de Vaud sous le régime bernois, publiée en quatre volumes entre 1927 et 1933. Il est docteur honoris causa de l'université de Berne en 1891.
Retraité en 1923, Henri Vuilleumier meurt à Lausanne le 7 juillet 1925. Il lègue sa bibliothèque — environ 800 volumes de théologie, d'histoire ecclésiastique et d'anciens imprimés des professeurs de l'Académie et de pasteurs — à la Bibliothèque cantonale et universitaire de Lausanne.

## Sources
- « Henri Vuilleumier », sur la base de données des personnalités vaudoises sur la plateforme « Patrinum » de la Bibliothèque cantonale et universitaire de Lausanne.
- Dossier ATS/ACV
- Olivier Robert, Francesco Panese, Dictionnaire des professeurs de l'Université de Lausanne dès 1890, Lausanne, 2000 portrait et notice in Françoise Belperrin, Patrick Schafer, Portraits professoraux de la salle du sénat, Palais de Rumine, p. 100-101